# スパソイェ・ブライッチ
スパソイェ・ブライッチ（Spasoje Bulajič、1975年11月24日 - ）は、スロベニア・スロヴェニ・グラデツ出身の元同国代表サッカー選手。ポジションはDF。

## 来歴
1998年にスロベニア代表デビュー。UEFA EURO 2000や2002 FIFAワールドカップに参加した。2004年までに26試合に出場、1得点をあげた。

## 代表歴

### 出場大会
- スロベニア代表
  - 2002 FIFAワールドカップ

### 試合数
- 国際Aマッチ 26試合 1得点（1998年-2004年）[1]

| スロベニア代表 | 国際Aマッチ | 国際Aマッチ |
| 年             | 出場        | 得点        |
| -------------- | ----------- | ----------- |
| 1998           | 2           | 1           |
| 1999           | 4           | 0           |
| 2000           | 4           | 0           |
| 2001           | 5           | 0           |
| 2002           | 4           | 0           |
| 2003           | 5           | 0           |
| 2004           | 2           | 0           |
| 通算           | 26          | 1           |